# Luciano Figueroa
Luciano Gabriel Figueroa Herrera (ur. 19 maja 1981 w Santa Fe), piłkarz argentyński grający na pozycji napastnika. Nosi przydomek "Lucho".
Ze względu na pochodzenie przodków posiada również obywatelstwo włoskie.

## Kariera klubowa
Figueroa jest wychowankiem zespołu Rosario Central. W jego barwach zadebiutował w 2001 roku w lidze argentyńskiej. W Rosario stworzył bramkostrzelny atak wraz z Césarem Delgado. W pierwszym sezonie zdobył 8 bramek, ale w kolejnym – 2002/2003 był jeszcze bardziej skuteczny. W fazie Apertura zdobył 10 goli, a w Clausura - 17, dzięki czemu został królem strzelców. Był to także ostatni sezon Figueroi w Rosario, gdyż za 2,5 miliona funtów odszedł do Birmingham City (Delgado natomiast wyjechał do Meksyku). Jednak przez pół roku Figueroa w ogóle nie grał, gdyż FIFA badała sprawę podpisania kontraktu z CA Osasuna. Figueroa występował tylko w rezerwach, a po jednym ligowym meczu w drużynie Steve'a Bruce'a jego kontrakt z Bimrmingham został anulowany.
Zimą 2004 Figueroa trafił do meksykańskiego Cruz Azul, w którym spotkał niedawnego kolegę z Rosario, Delgado. W Cruz Azul odzyskał dawną formę zdobywając 9 goli w ostatnich 7 meczach fazy Clausura. Formę utrzymał także w drugiej części 2004 roku w fazie Apertura zdobywając 10 goli w 14 ligowych spotkaniach.
Latem 2004 Figueroa przeszedł do hiszpańskiego Villarreal CF, który zapłacił za niego 6,2 miliona euro. W Villarrealu zadebiutował dopiero 5 grudnia w zremisowanym 0:0 meczu z Realem Madryt. Grał jednak dużo słabiej jak w Meksyku. W 2005 roku zajął co prawda 3. miejsce w lidze, ale jako rezerwowy zdobył tylko 4 gole w lidze. W sezonie 2005/2006 wystąpił z Villarrealem w Lidze Mistrzów i w meczu kwalifikacyjnym z Evertonem zdobył pierwszego w historii gola dla tej drużyny w rozgrywkach na tym szczeblu. W styczniu 2006 Figueroa wrócił do Argentyny i został wypożyczony do River Plate. Początek miał całkiem udany, gdyż w fazie Clausura w pierwszych 7 meczach zdobył 3 gole, ale 5 marca doznał kontuzji więzadeł krzyżowych i do końca sezonu nie pojawił się na boisku.
1 sierpnia 2006 za 3 miliony euro Figueroa został sprzedany do Genoi, grającej w Serie B. Od początku sezonu leczył jednak nadal kontuzję i z powodu niezaleczenia jej przeszedł kolejne operacje i w całym sezonie 2006/2007 ani razu nie pojawił się na boisku. W kolejnych ligowych rozgrywkach wystąpił w 21 spotkaniach, natomiast 9 października 2008 został wypożyczony do Club Atlético Boca Juniors. W 2009 Figueroa powrócił do Genoi, a od początku 2010 do 2011 roku był graczem Rosario Central. W 2012 roku występował w Ekwadorze, w Emelec Guayaquil. Na początku 2013 przeszedł do Panathinaikosu. W latach 2014–2015 grał w Johor Darul Takzim, w którym zakończył karierę.
| Sezon   | Klub                       | Kraj      | Rozgrywki             | Mecze | Bramki |
| ------- | -------------------------- | --------- | --------------------- | ----- | ------ |
| 2001/02 | Rosario Central            | Argentyna | Primera División      | 20    | 8      |
| 2002/03 | Rosario Central            | Argentyna | Primera División      | 37    | 27     |
| 2003/04 | Birmingham City            | Anglia    | Premiership           | 1     | 0      |
| 2003/04 | Cruz Azul                  | Meksyk    | Primera División      | 13    | 4      |
| 2004/05 | Cruz Azul                  | Meksyk    | Primera División      | 14    | 10     |
| 2004/05 | Villarreal CF              | Hiszpania | Primera División      | 12    | 4      |
| 2005/06 | Villarreal CF              | Hiszpania | Primera División      | 12    | 2      |
| 2005/06 | River Plate                | Argentyna | Primera División      | 7     | 3      |
| 2006/07 | Genoa CFC                  | Włochy    | Serie B               | 0     | 0      |
| 2007/08 | Genoa CFC                  | Włochy    | Serie A               | 21    | 3      |
| 2008/09 | Club Atlético Boca Juniors | Argentyna | Primera División      | 15    | 7      |
| 2009/10 | Genoa CFC                  | Włochy    | Serie A               | 2     | 0      |
| 2009/10 | Rosario Central            | Argentyna | Primera División      | 9     | 2      |
| 2010/11 | Rosario Central            | Argentyna | Primera División      | 27    | 10     |
| 2012    | Emelec Guayaquil           | Ekwador   | Serie A               | 23    | 10     |
| 2012/13 | Panathinaikos AO           | Grecja    | Superleague Ellada    | 7     | 2      |
| 2013/14 | Panathinaikos AO           | Grecja    | Superleague Ellada    | 7     | 3      |
| 2014    | Johor Darul Takzim         | Malezja   | Malaysia Super League | 22    | 11     |
| 2015    | Johor Darul Takzim         | Malezja   | Malaysia Super League | 14    | 12     |

## Kariera reprezentacyjna
W reprezentacji Argentyny Figueroa zadebiutował 27 czerwca 2004 w przegranym 0:2 meczu z Kolumbią. W tym samym roku wystąpił z kadrą olimpijską na Igrzyskach Olimpijskich w Atenach, skąd przywiózł złoty medal. Wystąpił też w turnieju Copa América 2004, na którym zdobył 2 gole z Urugwajem (4:2) oraz wywalczył wicemistrzostwo kontynentu. Natomiast w 2005 roku wystąpił w Pucharze Konfederacji, zdobył w nim między innymi hat-tricka z Australią (4:2) oraz gola w półfinale z Meksykiem (1:1). Wystąpił też w przegranym 1:4 finale z Brazylią.